# Vojna strategija
Vojna strategija je znanstvena disciplina ratnog umijeća, odnosno disciplina koja usmjerava i usklađuje ostale znanosti i discipline. Strategije je u izvjesnom smislu i opća vojna disciplina, te je znanstveni pristup istraživanju svake pojave utoliko značajniji.
Vojna strategija danas mora odgovoriti na brojna pitanja kao što su:  planiranje razvoja, modernizaciju, razvoj doktrine, popunu, obuku i školovanje te uporabu oružanih snaga, a ujedno je i javni dokument koji jasno iskazuje razvoj sposobnosti oružanih snaga domaćoj i međunarodnoj javnosti. Nadalje vojna strategija jasno mora prikazati mjesto, ulogu i zadaće koje su dodijeljene oružanim snagama te utvrđuje strategijski koncept za provedbu.
Ocem moderne vojne strategija smatra se Carl von Clausewitz.